# Popillia distinguenda
Popillia distinguenda är en skalbaggsart som beskrevs av Leon Fairmaire 1887. Popillia distinguenda ingår i släktet Popillia och familjen Rutelidae. Inga underarter finns listade i Catalogue of Life.